# Union (Illinois)
Union – wieś w Stanach Zjednoczonych, w stanie Illinois, w hrabstwie McHenry.